# Muscle troisième fibulaire

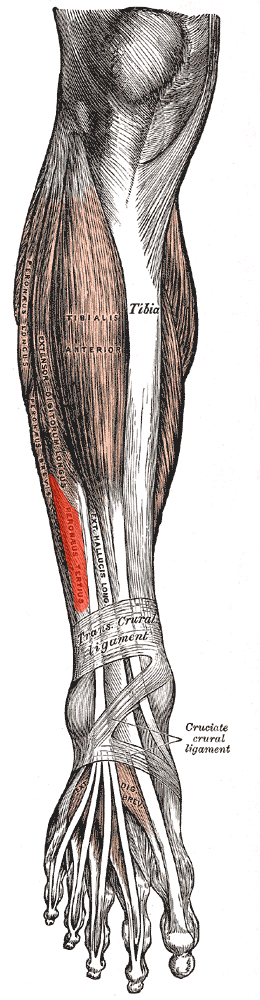
Le muscle péronier antérieur.

Le muscle troisième fibulaire (ou muscle troisième péronier ou muscle péronier antérieur) est un muscle du membre inférieur situé dans la jambe. Il est contenu dans la loge crurale antérieure.

## Description
Le muscle troisième fibulaire est un petit muscle aplati inconstant qui se situe dans la partie inférieure de la loge crurale antérieure. Il relie la fibula au cinquième métatarsien.
Il est parfois considéré comme étant une partie du muscle extenseur commun des orteils.

## Origine
Le muscle troisième fibulaire naît de la face médiale de la fibula au niveau de son tiers inférieur, de la partie adjacente de la membrane interosseuse de la jambe et du septum intermusculaire antérieur de la jambe.

## Trajet
Le muscle troisième fibulaire descend vers la cheville dans laquelle il passe dans le rétinaculum des muscles extenseurs du pied  dans une gaine synoviale avec le muscle long extenseur des orteils et où il se porte en avant et en dehors sur le dos du pied sous forme d'un tendon.

## Terminaison
Le tendon s'insère sur la face dorsale de la base du cinquième métatarsien.

## Innervation
Le muscle troisième fibulaire est innervé par le nerf fibulaire profond.

## Vascularisation
Le muscle troisième fibulaire est vascularisé par une branche de l'artère tibiale antérieure.

## Anatomie fonctionnelle
Il est releveur du bord latéral (externe) du pied, pronateur, et fléchisseur dorsal. Il permet donc l'éversion.

## Galerie

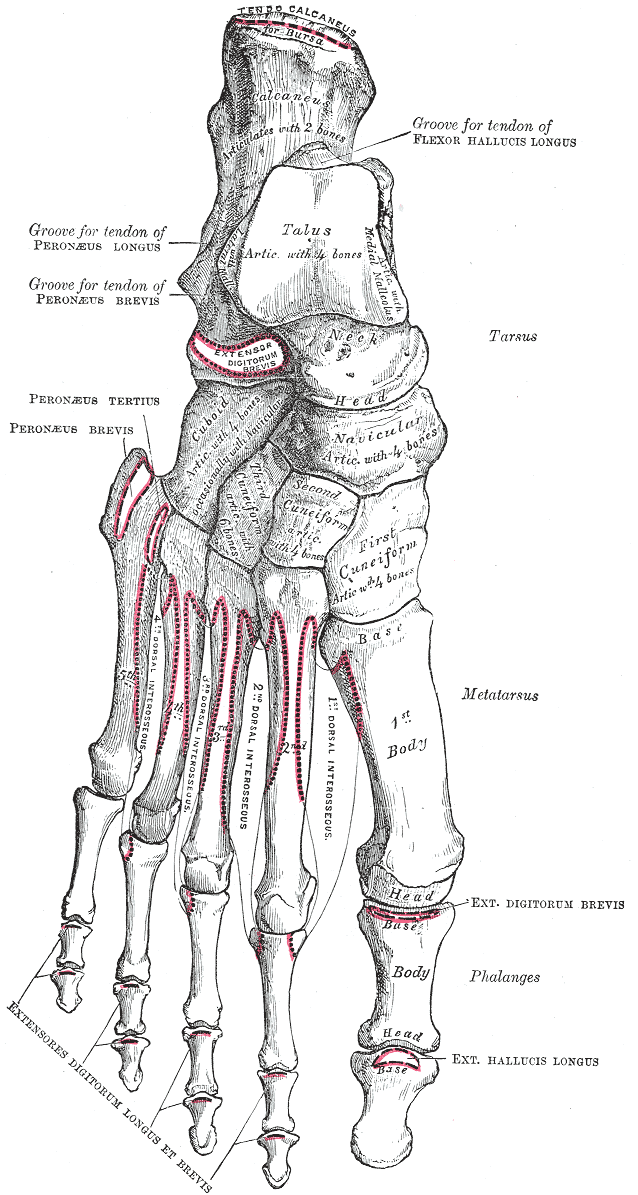
Os du dos du pied.
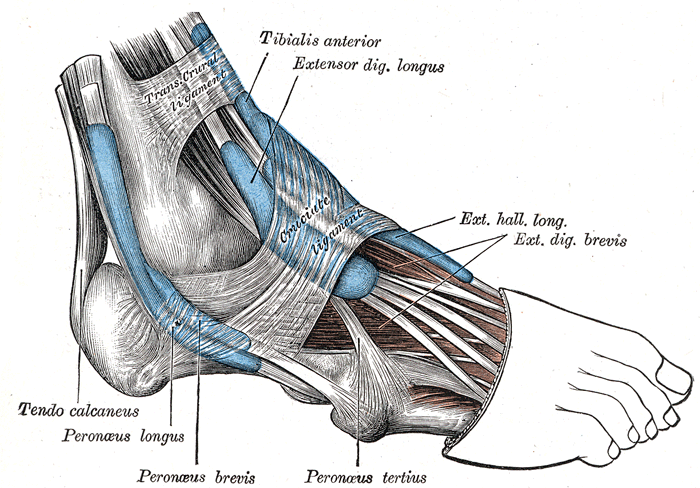
Les gaines synoviales des tendons de la cheville. Vue latérale.